# Lambada (Seulimeum)
Lambada is een bestuurslaag in het regentschap Aceh Besar van de provincie Atjeh, Indonesië. Lambada telt 1272 inwoners (volkstelling 2010).